# Sima Lun

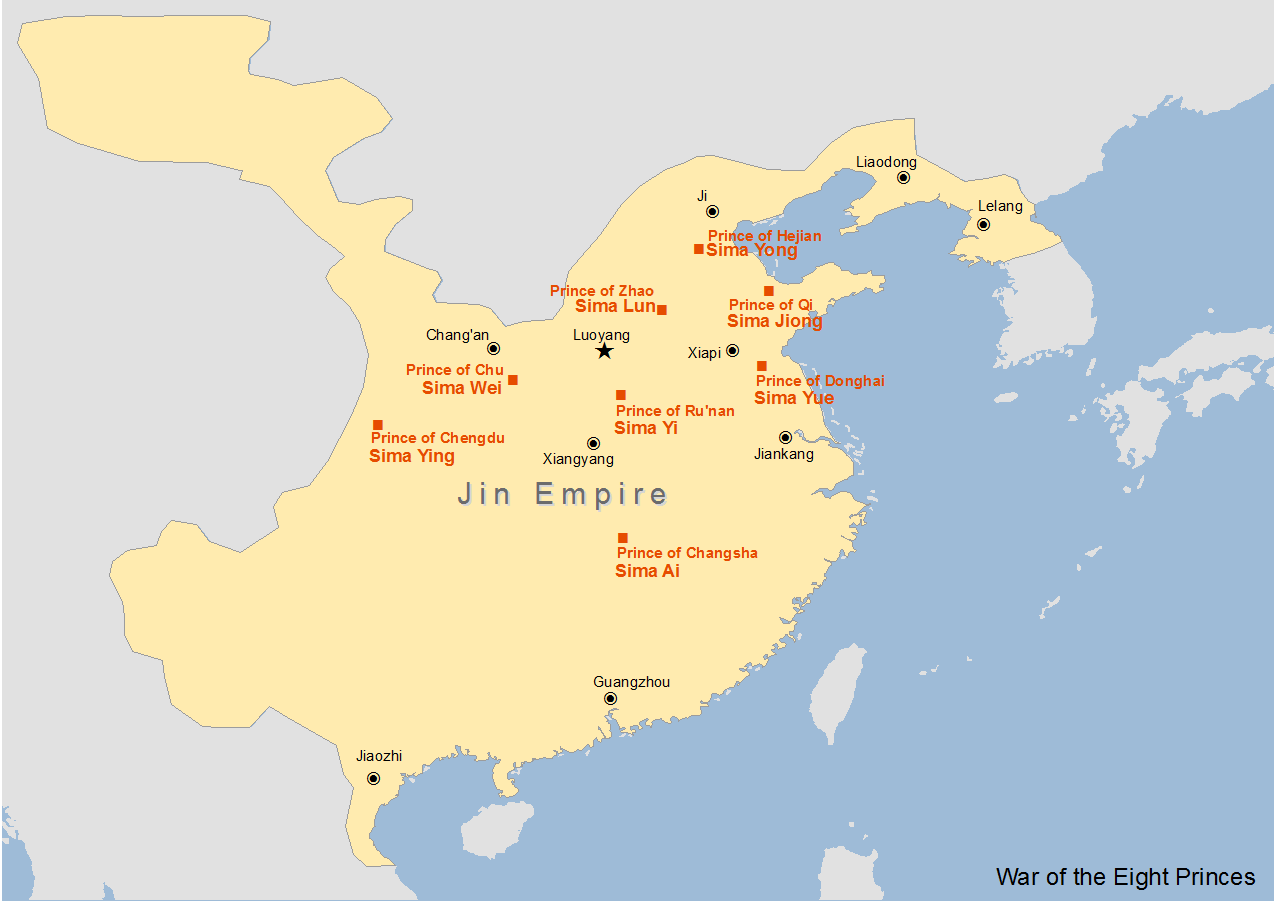
Kaart met de prinsdommen

Sima Lun (司馬倫) (†301) was prins van Zhao en een van de acht prinsen, die de rol van regent hadden tijdens de regering van de Chinese keizer Jin Huidi (290-307). In 301 zette hij keizer Jin Huidi af en riep zichzelf uit tot keizer.

## Context
Sima Lun was een grootoom van de zwakzinnige keizer Jin Huidi (Sima Zhong in de stamboom). Hij kreeg de opdracht van keizer Sima Yan (265-290) om samen met Yang Jun het regentschap op te nemen, het begin van vijftien jaar intriges.
Keizerin Jia Nanfeng, de vrouw van Huidi, werd opgestookt om kroonprins Sima Yu, zoon van concubine Xie Ju, te vermoorden, wat in 300 gebeurde.
Sima Lun, een van de opstokers, liet Jia Nanfeng zelfmoord plegen en greep zelf de macht.
Lang duurde zijn regeerperiode niet, van 3 februari tot 31 mei 301. Ook hij werd gedwongen zelfmoord te plegen.

## Stamboom

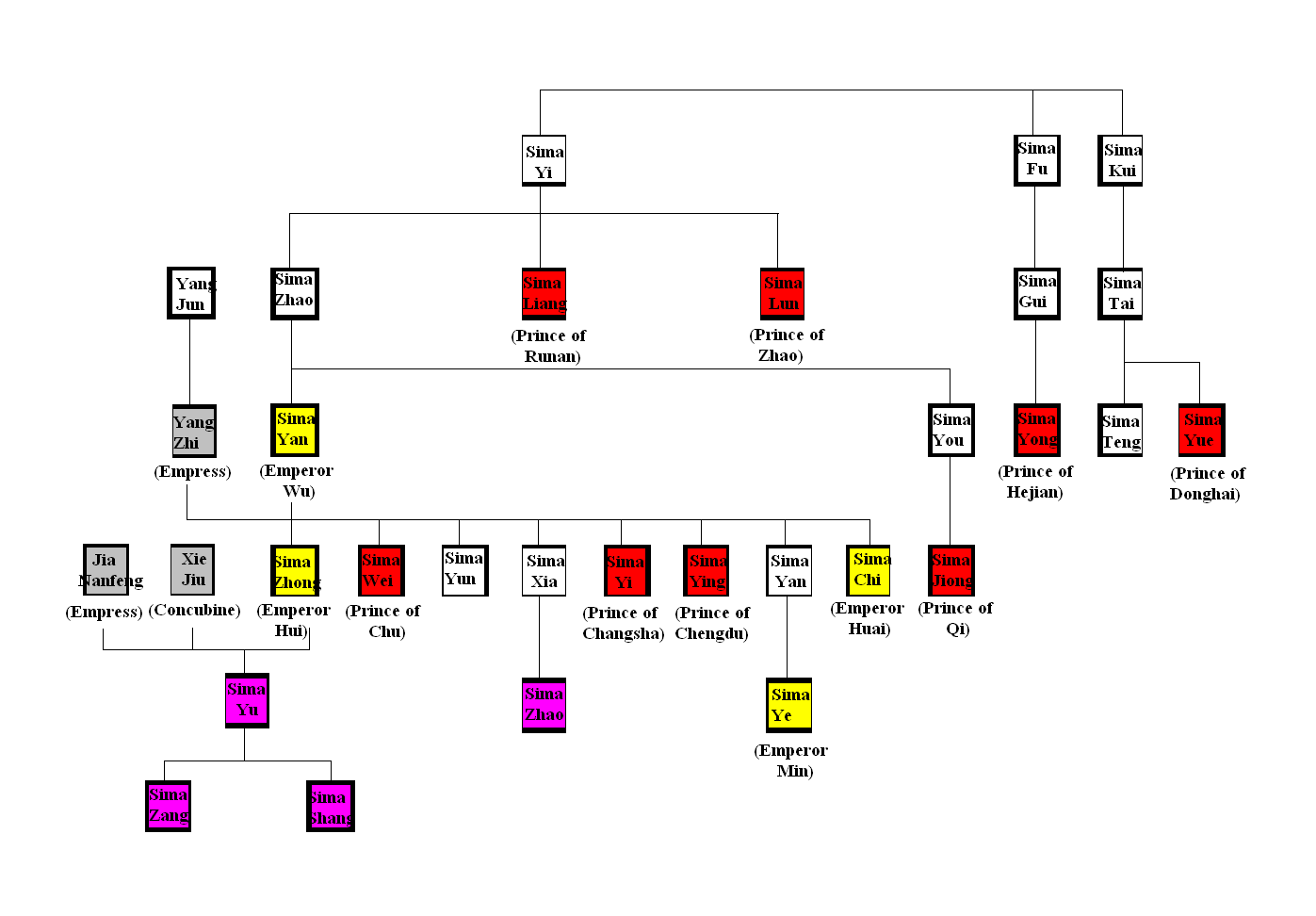
Stamboom van de 'Acht Prinsen' (rood), keizers (geel), kroonprinsen (paars) en clans van de keizerinnen (grijs).